# Extranjera
Extranjera – pierwszy solowy album meksykańskiej piosenkarki pop Dulce María. Extranjera została podzielona na dwie części, pierwsza Primera Parte, zawierała 7 piosenek, wydana 9 listopada, 2010 w Ameryce Łacińskiej i Hiszpanii, 16 listopada 2010 w Brazylii, 22 listopada 2010 w USA oraz 25 marca 2011 w Polsce. Segunda Parte został wydany 14 czerwca 2011. Zawiera piosenki z pierwszej płyty oraz nowe siedem utworów.

## Single
- "Inevitable" pierwszy singiel wydany 11 maja 2010. Teledysk miał swoją premierę 24 maja 2010 i do tej pory miał ponad 8 milionów odsłon na YouTube, był najpopularniejszym teledyskiem w Ameryce Łacińskiej w 2010 roku.

- "Ya No" to drugi singiel z płyty Extranjera. "Ya No" to cover piosenki Seleny z jej albumu Amor Prohibido. "Ya No" piosenka pochodzi z drugiej części płyty. Premiera teledysku odbyła się 10 lutego.

- "Ingenua" to trzeci singiel. Dulce María w czerwcu rozpoczęła prace nad teledyskiem. Premiera klipu do Ingenua odbyła się 18 lipca.

## Lista utworów

### Primera parte
- 1. 	"Inevitable"   	(Dulce María, Axel Dupeyron, Andrea Hernández) 	 	3:10
- 2. 	"Luna"   	(Dulce María, Axel Dupeyron, Andrea Hernández) 	 	2:50
- 3. 	"No Se Parece"   	(Carlos Lara, Ximena Muñoz) 	 	4:02
- 4. 	"Vacaciones"   	(Alih Jay, Baltazar Hinojosa) 	 	3:00
- 5. 	"Ingenua"   	(Pedro Dabdoub Sanchéz, Monica Velez) 	 	3:28
- 6. 	"El Hechizo"   	(Xabier San Martín Beldarrain) 	 	3:56
- 7. 	"Extranjera"   	(Pedro Dabdoub Sanchéz, Monica Velez) 	 	3:44

### Segunda parte
- 1. 	"Inevitable"   	(Dulce María, Axel Dupeyron, Andrea Hernández) 	 	3:08
- 2. 	"Irremediablemente"   	  	  	3:07
- 3. 	"Ya No"   	(A.B. Quintanilla III, Ricky Vela) 	 	3:24
- 4. 	"Ingenua"   	(Pedro Dabdoub Sanchéz, Monica Velez) 	 	3:22
- 5. 	"Lo Intentaré"   ()	  	  	3:12
- 6. 	"No Se Parece"   	(Carlos Lara, Ximena Muñoz) 	 	4:02
- 7. 	"Vacaciones"   	(Alih Jay, Baltazar Hinojosa) 	 	2:58
- 8. 	"Luna"   	(Dulce María, Axel Dupeyron, Andrea Hernández) 		2:47
- 9. 	"Extranjera"   	(Pedro Dabdoub Sanchéz, Monica Velez) 	 	3:42
- 10. 	"Dicen"   	(Dulce María) 	  	2:41
- 11. 	"Pensando En Ti"   	(Dulce María) 	  	3:38
- 12. 	"El Hechizo"   	(Xabier San Martín Beldarrain) 	 	3:51
- 13. 	"24/7"   	(Dulce Maria) 	  	3:15
- 14. 	"Quien Serás? (Live From El Lunario Mexico / 2010)"   	(Dulce María, Baltazar Hinojosa) 	  	3:39

## Notowania

### Primera parte
| Notowanie                                     | Najlepsza pozycja |
| --------------------------------------------- | ----------------- |
| Argentyna Album Chart                         | 6                 |
| Brazylia Top 10 Albums                        | 6                 |
| Chorwacja Croatian International Albums Chart | 6                 |
| Meksyk Mexican Albums Chart                   | 1                 |
| Hiszpania PROMUSICAE                          | 9                 |
| USA Top Latin Albums                          | 66                |
| USA Latin Pop Albums                          | 11                |
| Polska ZPAV TOP 100 lista miesięczna (marzec) | 79                |

### Segunda parte
| Notowanie                      | Najlepsza pozycja |
| ------------------------------ | ----------------- |
| Meksyk Mexican Albums Chart    | 29                |
| USA Latin Pop Albums           | 20                |
| Ekwador Albums Chart(czerwiec) | 1                 |
| Hiszpania PROMUSICAE           | 24                |

## Sprzedaż
| Państwo  | Notowanie | Sprzedaż | Certyfikat  |
| -------- | --------- | -------- | ----------- |
| Brazylia | ABPD      | 20 000   | złota płyta |